# Thorvaldur Thoroddsen
Thorvaldur Thoroddsen (is. Þorvaldur Thoroddsen) (født 6. juni 1855 på Flatey i Breiðafjörður, død 28. september 1921 på Frederiksberg) var en islandsk geolog og geograf, søn af den islandske sysselmand Jón Þórðarson Thoroddsen.

## Liv og gerning
Han blev student fra Reykjaviks lærde skole 1875, studerede naturhistorie ved Københavns Universitet indtil 1880, da han fik kongelig udnævnelse som lærer ved realskolen paa Möðruvellir. 
Allerede som studerende udgav han artikler for eksempel om vulkanudbruddet i 1783.
1885 blev han adjunkt ved den lærde skole i Reykjavik. Thoroddsen har udført geografiske og geologiske undersøgelse af hele Island. I sommeren 1876 var han med professor Johannes Frederik Johnstrup på en ekspedition til vulkanerne i det nordøstlige Island, og straks da han blev lærer på Möðruvellir, lagde han sin plan om landets undersøgelse. 1881 foretog han en rejse på egen bekostning, og samme år bevilgede Altinget ham en understøttelse for at undersøge landet; senere støttedes han også af Rigsdagen og private. I de følgende 17 år med undtagelse af 1885, da han 1884-85 gjorde en studierejse til Italien og studerede i Leipzig under friherre Ferdinand von Richthofen, og 1891-92, foretog han en større undersøgelsesrejse hver sommer, indtil han havde gennemrejst hele landet på kryds og tværs og erhvervet sig enestående kendskab til det. Om sine rejser har han offentliggjort afhandlinger i tidsskriftet Andvari, i Geografisk Tidsskrift samt i Petermanns Mitteilungen og ulige udenlandske tidsskrifter.
På sine rejser har Thoroddsen for første gang undersøgt hele det indre højland, der før var lidt kendt, og givet et oversigtsbillede af landets fysiske geografi. Han har undersøgt jøklerne og målt snelinjens højder over hele landet og særlig beskæftiget sig med lavastrømme og vulkaner, især har han undersøgt kuppelvulkaner og spalteeruptioner. Han har undersøgt brunkul og surtarbrand og påvist grundlinjerne i landets bygning og deres forhold til vulkanerne, samt beskrevet de glaciale dannelser og de gamle havstandsmærker rundt om hele kysten, endvidere samlet efterretninger om vulkanudbrud og jordskælv og så videre.
Af hans mange videnskabelige værker og afhandlinger kan særlig fremhæves:
- "Vulkaner i det nordøstlige Island" (Stockholm 1888),
- "Geologiske Iagttagelser paa Snæfellsnæs og i Omegnen af Faxebugten i Island" (Stockholm 1891),
- "Nogle Iagttagelser over Surtarbrandens geol. Forhold" (i Geol. Fören, i Stockholm Förhandlingar, 1896),
- "Islands Jøkler i Fortid og Nutid" (i Geografisk Tidsskrift, 1892).

En udførlig oversigt over sine resultater har han givet i sin »Grundriss der Geographie und Geologie von Island« (2 bind, Gotha 1905—06). Foruden naturvidenskabelig havde Thoroddsen udpræget historisk interesse, og han var så velbevandret i Islands historie som kun få. Hans første store skrift var en fremstilling af kendskabet til Island fra begyndelsen af indtil 1880 ("Landfræðissaga" [1.—4. bind, Reykjavik og København 1892—04], 1.—2. bind oversat til tysk af Aug. Gebhardt), der for det 16. og 17. århundredes vedkommende hviler på en skildring af de kulturelle forhold. Han har også skrevet
- "Oversigt over de islandske Vulkaners Historie" (København 1882),
- "Vulkaner og Jordskælv" (København 1897),
- "Landskjálftar á Íslandi" (København 1899 og 1905).

Han har endvidere skrevet mange populære afhandlinger på islandsk og udgivet en populær Islands-beskrivelse ("Lýsing Islands" (København 1881, 3. udgave omarbejdet 1919), oversat af A. Helland [Oslo 1883] og Björg Blöndal [København 1919]), og en lærebog i geologi ("Jarðfræði" [Reykjavik 1889]).
Han udarbejdede flere geografiske og geologiske kort over enkelte dele af Island (offentliggjorte i ulige tidsskrifter) samt det for Islands geologi banebrydende kort, Geological Map of Iceland (Kbhvn 1901). For at kunne udføre alt dette måtte Thoroddsen flere gange få permission fra sit embede, og 1899 bevilgedes der ham afsked med pension, for at han udelukkende kunne beskæftige sig med bearbejdelsen af sine videnskabelige iagttagelser.
Thoroddsen var siden 1895 bosat i København. I sine senere år skrev han flere større værker:
- "Lýsing Islands" ("Landbrugets Historie", 1.—2. bind København 1908—10),
- "Æfisaga Pjeturs Pjeturssonar biskups" (Reykjavik 1908),
- "Ferðabók" (1.—4. bind København 1913—15),
- "Árferði á Íslandi i 1000 ár" (København 1916—17),
- "Lýsing Islands" (3.-4. bind København 1919—22).

Endvidere udkom fra ham flere afhandlinger, der i blandt én om de varme kilder på Island, deres fysisk-geologiske forhold og geografiske udbredelse (i Videnskabernes Selskabs Oversigter 1910), skildring af Islands fysiske geografi (i The Botany of Iceland, 1. bind., København 1914).

## Hædersbevisninger
Thoroddsen modtog flere gange anerkendelse for sine arbejder fra ind- og udlandet. Han blev æresdoktor ved Københavns Universitet 1894, medlem af det danske Videnskabernes Selskab og æres- og korresponderende medlem af flere videnskabelige selskaber.
Han blev titulær professor 1902 og Ridder af Dannebrog 1899.

## Begravelse
Han er begravet på Solbjerg Parkkirkegård. Der findes en buste af Rikardur Jonsson fra 1920.

## Forfatterskab

### På internettet
- Th. Thoroddsen: "Et Besøg 1876 ved Myvatn paa Island" Arkiveret 2. april 2016 hos  Wayback Machine i Geografisk Tidsskrift, Bind 2; 1878
- Thorvaldur Thoroddsen (1879), "De vulkanske Udbrud paa Island i Aaret 1783", Geografisk Tidsskrift, 3: 67-81, Wikidata  Q117219953
- Th. Thoroddsen: "Højdemaalinger paa Island af Bjørn Gunnlaugsson" Arkiveret 2. april 2016 hos  Wayback Machine i Geografisk Tidsskrift, Bind 3; 1879
- Th. Thoroddsen: Th. Thoroddsen: "Om de ubeboede Strækninger paa Island" i Geografisk Tidsskrift, Bind 6; 1882
- Th. Thoroddsen: "En Udflugt i det sydvestlige Island" (Webside ikke længere tilgængelig) i Geografisk Tidsskrift, Bind 6; 1882
- Th. Thoroddsen: "En Undersøgelse 1882 i det østlige Island" Arkiveret 2. april 2016 hos  Wayback Machine i Geografisk Tidsskrift, Bind 7; 1883
- Th. Thoroddsen: "En Undersøgelse 1882 i det østlige Island" (Webside ikke længere tilgængelig) i Geografisk Tidsskrift, Bind 7; 1883
- Th. Thoroddsen: "Fra Vestfjordene i Island. En Rejseberetning fra Sommeren 1887" i Geografisk Tidsskrift, Bind 9; 1887
- Th. Thoroddsen: "Fra Islands nordvestlige Halvø" Arkiveret 2. april 2016 hos  Wayback Machine i Geografisk Tidsskrift, Bind 9; 1887
- Th. Thoroddsen: "Oversigt over de geografiske Kundskaber om Island før Reformationen" i Geografisk Tidsskrift, Bind 10; 1889
- Th. Thoroddsen: "Fra Islands indre Højland. En Rejseberetning fra Sommeren 1889" (Webside ikke længere tilgængelig) i Geografisk Tidsskrift, Bind 10; 1889
- Th. Thoroddsen: "Snæfellsnes i Island" i Ymer, bind 10; 1890
- Th. Thoroddsen: "Islands Jøkler i Fortid og Nutid" i Geografisk Tidsskrift, Bind 11; 1891
- Th. Thoroddsen: "Postglaciale marine Aflejringer, Kystterrasser og Strandlinjer i Island" i Geografisk Tidsskrift, Bind 11; 1891
- Th. Thoroddsen: "Om Islands geografiske og geologiske Undersøgelse" (Webside ikke længere tilgængelig) i Geografisk Tidsskrift, Bind 12; 1893
- Th. Thoroddsen: "Rejse i Vester-Skaptafells Syssel paa Island i Sommeren 1893" (Webside ikke længere tilgængelig) i Geografisk Tidsskrift, Bind 12; 1893
- Th. Thoroddsen: "Fra det nordøstlige Island" (Webside ikke længere tilgængelig) i Geografisk Tidsskrift, Bind 13; 1895
- Th. Thoroddsen: "Et to Hundrede Aar gammelt Skrift om islandske Jøkler" (Webside ikke længere tilgængelig) i Geografisk Tidsskrift, Bind 13; 1895
- Th. Thoroddsen: "Foreløbige Meddelelser om Jordskjælvene i Island i August og September 1896" (Webside ikke længere tilgængelig) i Geografisk Tidsskrift, Bind 13; 1895
- Th. Thoroddsen: "Nogle almindelige Bemærkninger om islandske Vulkaner og Lavastrømme" i Geografisk Tidsskrift, Bind 13; 1895
- Th. Thoroddsen: "Fra det nordlige Island. Rejseberetning fra Sommeren 1896" (Webside ikke længere tilgængelig) i Geografisk Tidsskrift, Bind 14; 1897
- Th. Thoroddsen: "Jordskjælv i Islands sydlige Lavland, deres geologiske Forhold og Historie" (Webside ikke længere tilgængelig) i Geografisk Tidsskrift, Bind 14; 1897
- Th. Thoroddsen: "Jordskjælv i Islands sydlige Lavland, deres geologiske Forhold og Historie" (Webside ikke længere tilgængelig) i Geografisk Tidsskrift, Bind 15; 1899
- Th. Thoroddsen: "Islandske Fjorde og Bugter" i Geografisk Tidsskrift, Bind 16; 1901
- Th. Thoroddsen: "En udflugt til Vulkanen Skjaldbreid paa Island" i Geografisk Tidsskrift, Bind 17; 1903
- Th. Thoroddsen: "Lavaørkener og Vulkaner paa Islands Højland. Geografiske og geologiske Undersøgelser" i 1. del af Geografisk Tidsskrift, Bind 18; 1905
- Th. Thoroddsen: "Lavaørkener og Vulkaner paa Islands Højland. Geografiske og geologiske Undersøgelser" i 3. del af Geografisk Tidsskrift, Bind 18; 1905
- Th. Thoroddsen: "Lavaørkener og Vulkaner paa Islands Højland. Geografiske og geologiske Undersøgelser" i 4. del af Geografisk Tidsskrift, Bind 18; 1905
- Th. Thoroddsen: "Islands Klima i Oldtiden" i Geografisk Tidsskrift, Bind 22; 1913
- Th. Thoroddsen: "Endnu nogle Bemærkninger om Islands Klima i Oldtiden" i Geografisk Tidsskrift, Bind 23; 1915
- Th. Thoroddsen: "Vulkanske Udbrud i Vatnajökull paa Island" i Geografisk Tidsskrift, Bind 23; 1915
- Th. Thoroddsen: "Vulkanen Katla og dens sidste Udbrud 1918" i Geografisk Tidsskrift, Bind 25; 1919

### På islandsk
- Landfræðissaga Íslands bind 1-4; 1892-1904
- Lýsing Íslands bind 1-3; bind 4 mangler; 1908-1922